# Campi di internamento dell'Abruzzo

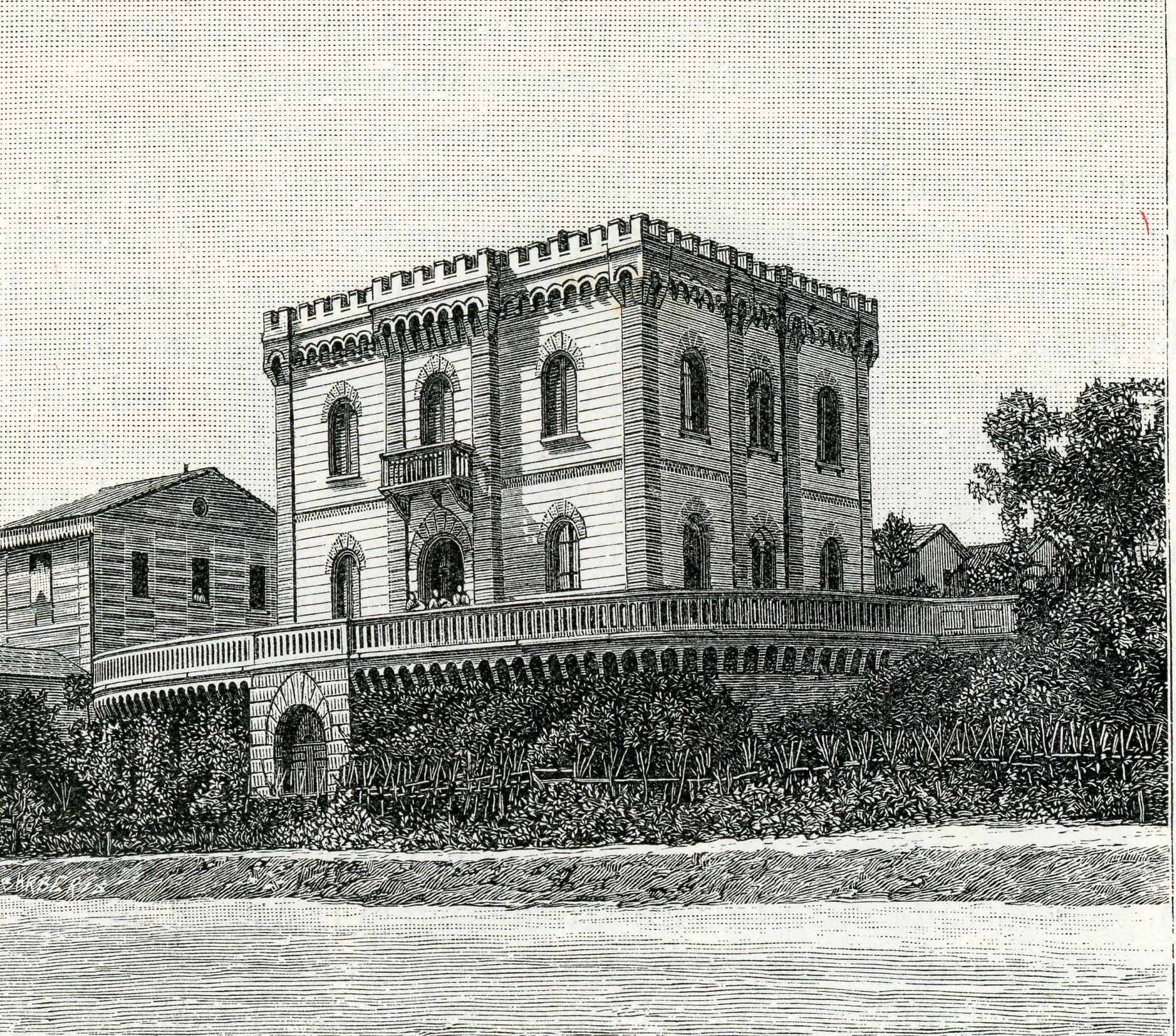
Disegno della Villa Marchesani a Vasto Marina, sede del campo di prigionia

L'Abruzzo nelle prime fasi della seconda guerra mondiale non fu direttamente coinvolto, se non per la presenza di campi d'internamento o prigionia fascisti, costruiti a partire dal 1939. Nel 1940 erano operativi oltre una decina di campi, dove venivano rinchiusi prigionieri politici, dissidenti ed ebrei. I campi in Abruzzo furono 15, alcuni dei quali ancora esistenti.
Essi erano divisi in campi di reclusione, ossia dei palazzi o delle ville, per prigionieri politici di guerra e dissidenti, rinchiusi per lo più in case o palazzi scelti. A differenza i campi di prigionia e di lavoro per più persone, soprattutto prigionieri di guerra ed ebrei, erano vere e proprie carceri provviste di casermetta e sistema di controllo, di cui si ricordano il Campo di prigionia 21 di Chieti Scalo (che nel dopoguerra verrà intitolata alla M.O.V.M. Enrico Rebeggiani) e il campo di Fonte d'Amore a Sulmona. Per quest'ultimo venne realizzata un'intera area de reclusione per prigionieri di guerra, nella località, mentre l'ex Badia Morronese dei Celestini divenne un carcere per dissidenti politici, essendo già una prigione dall'unità d'Italia.

## Lista dei campi
In tutto i campi sono:

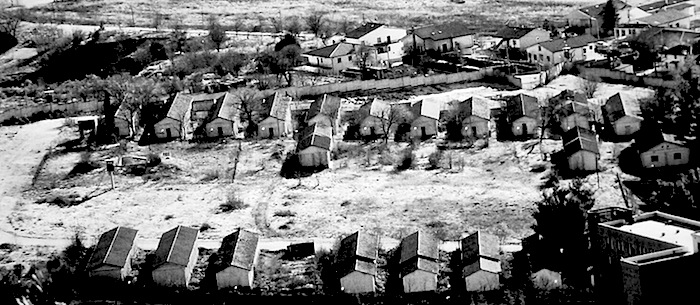
Veduta aerea del Campo di Fonte d'Amore, Sulmona

- Campo di prigionia 21 di Chieti (Chieti Scalo), attuale Caserma Rebeggiani, in viale Abruzzo
- Campo di concentramento di Avezzano, rimangono poche tracce, era collocato nei pressi del contemporaneo quartiere di Borgo Pineta, nella zona nord della città marsicana.
- Campo di internamento nell'asilo "Principessa di Piemonte" - Chieti, scuola elementare in via Principessa di Piemonte
- Campo di internamento Villa Marchesani - Vasto Marina, allora chiamata "Istonio" dall'antica Histonium, nella frazione della Marina, lungo la strada statale Adriatica
- Campo di internamento di Lama dei Peligni, palazzo attualmente scomparso, lungo il Corso Frentano
- Campo di internamento di Casoli - Palazzo De Vincentiis-Tilli, via Roma
- Campo di prigionia femminile Villa Sorge - Lanciano, villa Sorge oggi De Amicis, alla fine del viale Marconi
- Campo di prigionia per i comunisti Jugoslavi - Tollo, distrutto, stava in un palazzo del centro
- Carcere di massima sicurezza della Badia Morronese - Sulmona, chiuso dopo la guerra, oggi ospita la sede del Parco Nazionale della Majella
- Campo di internamento di Sulmona a località Fonte d'Amore, chiuso dopo la guerra, oggi è usato per visite guidate.
- Campo di prigionia della fortezza di Civitella del Tronto, smantellato dopo la guerra
- Campo della Badia Celestina "Santa Maria di Mejulano" - Corropoli, smantellato dopo la guerra
- Campo di internamento dei cinesi nell'ex monastero di San Gabriele dell'Addolorata - Isola del Gran Sasso, era situato dentro il convento dei Francescabi, poi smantellato
- Campo di internamento dell'ospedale psichiatrico Sant'Antonio - Teramo, smantellato dopo la guerra, l'ex ospedale è stato chiuso nel 1997
- Campo di Notaresco, smantellato
- Campo di internamento di Tortoreto Stazione - oggi comune di Alba Adriatica, smantellato
- Campo di concentramento degli zingari - Tossicia, presso il palazzo baronale, smantellato
- Campo di internamento dell'Hotel Campo Imperatore, Assergi, il 25 luglio 1943 vi fu rinchiuso Mussolini; oggi è usato per scopi turistici.

Il 3 marzo 1941 il campo dell'ex abbazia di Corropoli contava 18 internati, nel corso dei mesi successivi ci furono nuovi arrivi, nell'agosto 1941 il campo aveva 64 presenze, nella maggior parte irredentisti slavi e comunisti, tra cui anche donne, successivamente trasferite. Nel 1942-43 la situazione si inasprì sia a Corropoli sia negli altri campi, per evitare che i soggetti ritenuti più sovversivi fomentassero rivolte o tentativi di fuga, e il regime si fece più aspro nelle vessazioni fisiche, nel razionamento di cibo e di acqua.

## I principali campi di prigionia
Tra questi campi si ricordano:

### Campo di concentramento 78 di Fonte d'Amore di Sulmona
Si trova nella località omonima di Sulmona, e rappresenta uno dei campi di prigionia di guerra più grandi dell'Abruzzo, nonché uno dei meglio conservati. Durante l'occupazione tedesca, Sulmona assunse un ruolo importante per la mobilità delle truppe e dei materiali bellici, per via dello snodo ferroviario delle quattro linee dirette a Roma (via Avezzano), Pescara, Napoli (via Castel di Sangro), e Terni (via L'Aquila). A poca distanza a Pratola Peligna sorgeva uno stabilimento adibito a polveriera per la fabbricazione di munizioni, e ciò risultò un buon centro di acquartieramento delle truppe, e successivamente per la cattura di prigionieri politici, e di combattenti nemici da internare in campi di lavoro, data l'asprezza del territorio del Morrone. Sulmona si trovava inoltre nei pressi della "linea Gustav" fortificata dai tedeschi da Ortona fino a Cassino, e ciò comportava il rischio di incursioni aeree degli alleati, incursione che ci fu il 30 agosto 1943 presso la stazione ferroviaria.
Il campo numero 78 di Fonte d'Amore venne costruito per imprigionare i militi anglosassoni, provenienti soprattutto dalle operazioni belliche in Africa, e venne realizzato ampliando un campo di guerra già esistente per le operazioni belliche del 1915-18. Il campo di prigionia fu inaugurato nel 1940 e continuò la sua attività fino al settembre 1943, quando dopo la notizia dell'armistizio, le guardia e i gerarchi nazifascisti abbandonarono il controllo della città, permettendo l'evasione di massa dei prigionieri, che furono aiutati dai pastori e dai cittadini locali a scalare la montagna, per raggiungere le città di collina e di pianura, nonché il gruppo ribelle della "Brigata Maiella", che preparava l'attacco contro i nazisti.Tuttavia da parte dei tedeschi che avevano il comando in città ci furono vari rastrellamenti di dissidenti politici e cospiratori contro il governo nazifascista, che favorivano la fuga dei prigionieri. Il campo oggi è in abbandono, benché sia ancora conservato, ed è costituito da una grande muraglia perimetrale che cinge il campo vero e proprio con le baracche dei prigionieri molto semplice, dal tetto a spioventi, e la baracca maggiore dove c'era la sede delle massime autorità.

### Campo di internamento di Chieti Scalo

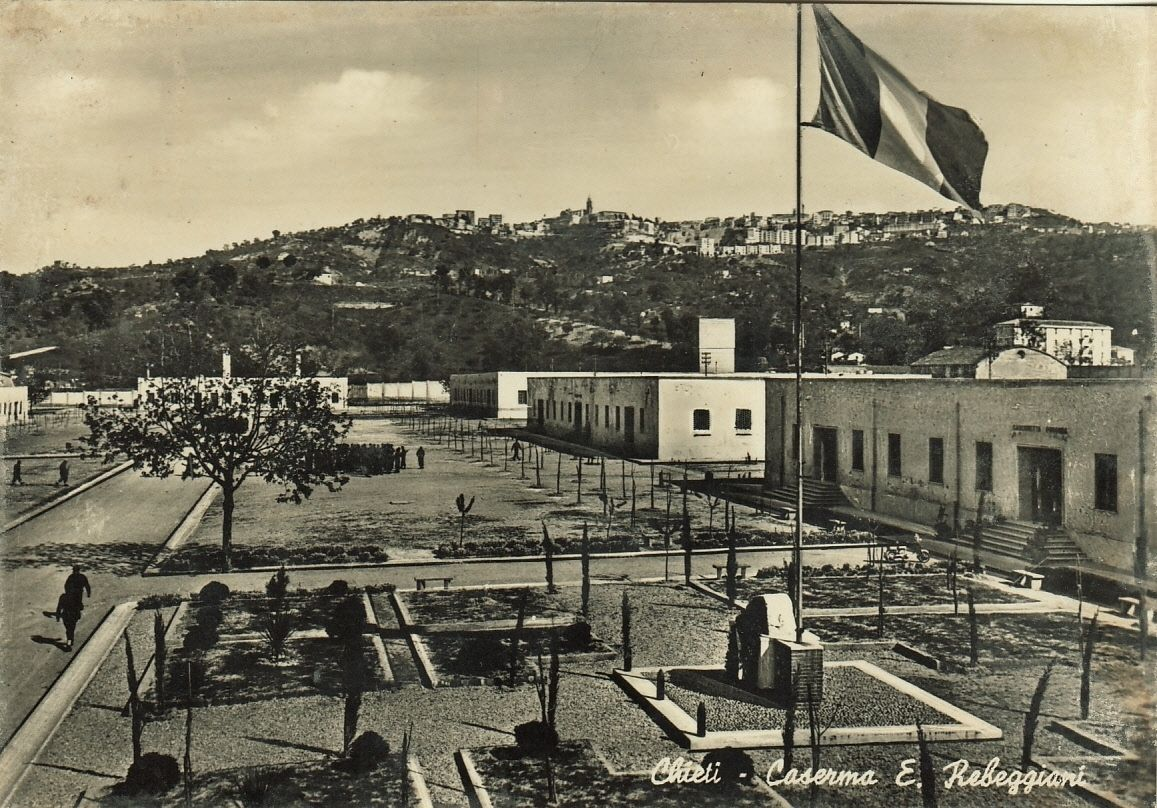
Veduta del campo di internamento di Chieti Scalo

ll campo era situato dove attualmente c'è il Centro Nazionale Amministrativa dell'Arma dei Carabinieri di Chieti, ossia la Caserma Rebeggiani. I prigionieri viaggiavano in treno fino a Chieti Scalo, dove ad attenderli c'erano le guardie dell'esercito e i carabinieri, fino a entrare nel cortile lungo due campo da calcio, circondato da perimetro in muratura alta 4 metri, sormontata da filo spinato, con ogni 200 metri delle sentinelle. Benché la capienza massima fosse di 1000 internati, al 30 settembre 1942 erano presenti 600 unità superiori tra britannici, australiani, canadesi, neozelandesi, sudafricani, francesi, americani, e pian piano venne ridotto il numero con trasferimenti, in gran parte a campo di Fonte d'Amore a Sulmona. Il campo prima delle operazioni belliche fu usato anche come prigione dei dissidenti politici e delle famiglie ebree e rom, successivamente traslati nell'asilo Principessa di Piemonte. Nonostante il clima pressante, nel campo si svolgevano attività ricreative come lo sport, la ginnastica, lezioni d'italiano, di musica e di teatro. Tra gli internati ci fu anche il giocatore di cricket Bill Bowes. Con l'armistizio dell'8 settembre 1943 tra i prigionieri ci furono scene di grande gioia, e ne approfittarono per continuare l'opera segreta di scavo di ben 4 tunnel sotterranei per evadere. Infatti tra i prigionieri c'era incertezza se a Chieti sarebbero arrivati prima gli alleati o i tedeschi per rastrellare i campi abruzzesi e spostare tutti negli stalag nazisti. Nel frattempo gli ufficiali italiani che pattugliavano il campo fuggirono per il precipitare della situazione, e i prigionieri restarono a fare la guardia a loro stessi.

### Campo di prigionia di Vasto
Un altro campo venne realizzato a Vasto, presso Villa Marchesani-Santoro e presso il vicino albergo Ricci nella frazione Marina. Il campo era sorvegliato da 12 carabinieri, gli internati non erano ebrei, come in altri campi, ma prigionieri politici, dissidenti, antifascisti e prigionieri di guerra come francesi, inglesi, slavi, greci. Aperto nel 1940, venne chiuso nel 1943 per l'eccessivo sovraffollamento, e per le sorti negative che stava avendo la guerra per l'Italia e i tedeschi, dato che il fiume Sinello e il Trigno, presso Vasto, vennero scelti per le opere di fortificazione tedesche della linea Viktor-Stellung, che precedeva la famigerata linea Gustav sul Sangro.
Direttore del campo era il Commissario Giuseppe Prezioso, poi sostituito da Giuseppe Geraci. Nel luglio 1940 gli internati erano 79, tutti italiani (sovversivi e antifascisti), il 15 settembre passò a 109, nel 1941 il campo era già saturo, arrivando nell'autunno dell'anno a 185 presenze. Nel gennaio di quest'anno venne scoperta un'organizzazione sovversiva che progettava una rivolta, con promotori Mauro Venegoni e Angelo Pampuri, trasferiti nel campo delle Isole Tremiti. Il numero degli internati iniziò a diminuire dal 1943, man mano che venivano deportati o in Germania, o negli altri campi maggiore di Chieti e Sulmona, mentre il campo si riempiva di prigionieri di guerra, tra cui jugoslavi. All'inizio la villa non era dotata di servizio mensa, ma gli internati erano costretti a recarsi in trattorie sulla Marina, ricevendo soltanto cibo avariato o di scarsa qualità. Il campo venne definitivamente chiuso il 25 luglio 1943 (anche se venne effettivamente chiuso nel settembre 1945), quando iniziarono i lavori di fortificazione contro l'Armata VIII di Montgomery, che era da poco sbarcata in Sicilia, risalendo la Puglia. Oggi la villa è ancora in piedi, privata, ma con una lapide sulla facciata che ricorda i tristi giorni di prigionia degli internati.

### Campo di prigionia della fortezza di Civitella del Tronto
La fortezza di Civitella del Tronto era divisa in 3 sedi, l'Ospizio Alessandrini, una casa privata di proprietà della sig.ra Vinca Migliorati e il convento di Santa Maria dei Lumi, per un totale di 230 posti.
Fu terminato l'allestimento nel luglio 1940, i primi prigionieri furono portati nel settembre dello stesso anno. Ospitò in prevalenza tedeschi ebrei.
Il 9 aprile 1941 due internati, Bernard G. Battista fu Adolfo, rom, con il figlio Michele, riuscirono ad evadere.
Nel gennaio 1942 furono portati 107 ebrei di nazionalità inglese, provenienti dalla Libia, in prevalenza anziani, donne e bambini. In una lettera questi denunciarono la mancanza di poter rimanere all'aria aperta, come invece potevano fare in Libia e la difficoltà a dover rimanere in 50-70 metri quadri, soprattutto per i bambini.
Il 27 ottobre 1943 121 internati vennero inviati verso nord dai tedeschi al campo di Fossoli di Carpi (Modena), per poi essere, il 16 maggio 1944, deportati a quello di Auschwitz. Tra la fine del 1943 e l’inizio del 1944  60 internati, tutti libici di nazionalità inglese e di religione ebraica  vennero trasferiti a Fossoli di Carpi, per poi essere deportati nel campo di Bergen Belsen in Germania.
Nell’aprile 1944, il Ministero dell’Interno inviò varie circolari, alla Prefettura di Teramo, che sollecitavano il trasferimento degli internati, presenti in provincia, verso nord. In seguito a queste disposizioni, il 18 aprile 23 internati tutti ebrei tedeschi vennero prima trasferiti a Fossoli, dalla polizia tedesca, e poi, il 16 maggio 1944, ad Auschwitz. Stessa sorte, il 4 maggio, toccò ai 134 ebrei inglesi provenienti dalla Libia, i quali, dopo essere stati inviati a Fossoli, vennero deportati, il 16 maggio, a Bergen Belsen e ad Auschwitz.
Il campo di Civitella venne chiuso il 22 maggio 1944.

### Campo femminile di Villa Sorge di Lanciano
La villa si trova lungo viale G. Marconi a Lanciano, era composta di 3 piani, piano terra con 4 camere, primo piano con 5 e un secondo con 3, ed era proprietà dell'avvocato Filippo Sorge. Il 15 settembre 1940 risultavano internate a Villa Sorge 49 donne ebree con 4 bambini, anche se giù 71 internate erano state già alloggiate ivi, e successivamente smistate in altri campi. Le donne internate non erano solo della città, ma anche di altre zone dell'Europa.
Gran parte delle notizie sono tratte dal racconto della prigioniera Maria Eisenstein, internata n. 6, che soggiornò alla villa tra il 4 luglio e il 13 dicembre 1940, in cui spiega le varie mansioni a cui le donne erano dedite (cucinare, lavare, pulire), per poi essere smistate e trasferite in altri alloggiamenti.